# Parc quasi national de Nippō Kaigan
Le parc quasi national de Nippō Kaigan (日豊海岸国定公園, Nippō Kaigan Kokutei Kōen) est un parc quasi national situé dans les préfectures d'Ōita et de Miyazaki au Japon. Créé le 15 février 1974, il s'étend sur 85,18 km2.